# Russell Sage College

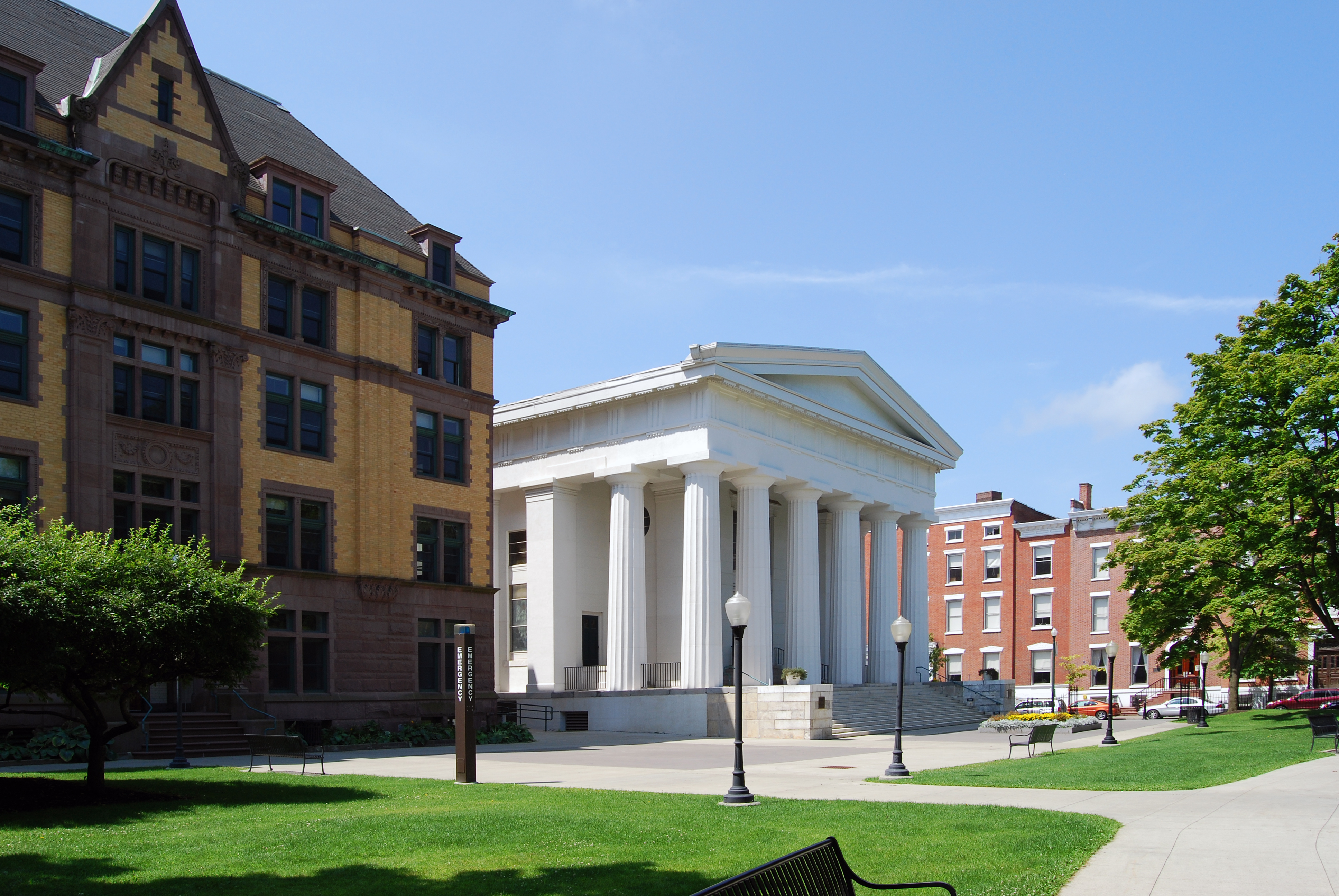
Der Hauptcampus des Russell Sage College

Das Russell Sage College (RSC) ist ein US-amerikanisches College für Frauen im historischen Stadtteil von Troy, New York. Das RSC bietet sowohl freikünstlerische als auch berufliche Studiengänge an und ist eines der drei Sage Colleges.

## Geschichte
Das Russell Sage College wurde 1916 in Troy in Zusammenarbeit mit Eliza Kellas durch die Frauenrechtlerin Olivia Sage gegründet und nach ihrem verstorbenen Ehemann, dem Eisenbahntycoon und Politiker Russell Sage, benannt. Ziel des Unternehmens war die Gründung einer Schule der praktischen Künste, welche Frauen die Mittel verschaffen würde wirtschaftliche und soziale Selbstständigkeit durch die Vorbereitung beruflicher Karrieren zu erreichen. Das Russell Sage College wird seither finanziell durch die durch Olivia Slocum Sage gegründete Russell Sage Foundation getragen.

## Allgemeines
Das Russell Sage College beherbergt über 800 Studenten im Grundstudium, von denen über 60 Prozent nach ihrem Abschluss am RSC ihr Hauptstudium abschließen und einen Master erhalten werden. Das RSC bietet insgesamt 29 Hauptstudiengänge an, ebenso wie vorberufliche Studiengänge in Jura und Medizin. Das Basketball-Team des RSC spielt in der Division III der National Collegiate Athletic Association (NCAA). Die durchschnittlichen Studiengebühren betragen USD 28.000.

## Rankings
Der U.S. News & World Report ordnet das Russell Sage College auf Rang 94 von 193 bewerteten Colleges in der Kategorie Regional Universities (North) ein.